# Thysanolaena
Thysanolaena és un gènere monotípic de plantes de la tribu Arundínia, família de les poàcies. L'única espècie és Thysanolaena latifolia. És originària d'Àsia tropical.

## Descripció
Són plantes perennes amb pèl inserit; culms vermellosos de 150-400 cm d'altura; llenyoses i persistents; ramificades a dalt (arbustiva). Entrenusos dels culms sòlids. Les fulles lanceolades (acuminades), alguna cosa coriàcies; àmplies; de 40-70 mm d'ample (fins a 60 cm de llarg); algunes cordades (amplexicaules); planes; pseudopeciolades. Lígula amb una membrana amb serrells (minuciosament ciliada); truncada (cartilaginosa). Contra-lígula present. Plantes bisexuals, amb espiguetes bisexuals; amb flors hermafrodites. La inflorescència paniculada (gran, amb nombroses espiguetes diminutes).

## Taxonomia
Thysanolaena latifolia va ser descrita per (Roxb. ex Hornem.) Honda i publicat a Journal of the Faculty of Science: University of Tòquio, Section 3, Botany 3(1): 312-313. 1930.
Etimologia
Thysanolaena: nom genèric que deriva del grec thysanos = (franja) i chlaina = (capa), referint-se a un lema superior amb serrells.
latifolia: epítet llatí que significa "amb fulles grans".
Citologia
El nombre cromosòmic bàsic és x = 11, o 12 (?).
Sinonímia
- Agrostis latifolia Heyne ExBor
- Agrostis maxima Roxb.
- Agrostis scoparia J. König ExBor
- Arundo minutiflora Brongn.
- Melica latifolia Roxb. ex Hornem.	basiònim
- Myriachaeta arundinacea Zoll. & Moritzi
- Myriachaeta glauca Moritzi ExSteud.
- Neyraudia acarifera (Trin.) Conert
- Panicum acariferum Trin.
- Sporobolus gigues (Steud.) Miq.
- Sporobolus scoparius J.Presl
- Thysanolaena acarifera (Trin.) Arn. & Nees
- Thysanolaena agrostis Nees
- Thysanolaena assamensis Gand.
- Thysanolaena birmanica Gand.
- Thysanolaena malaccensis Gand.
- Thysanolaena maxima (Roxb.) Kuntze
- Thysanolaena sikkimensis Gand.
- Vilfa gigues Steud.
- Vilfa scoparia (J.Presl) Steud.[4][5]